# Rafael Fontaneda
Rafael Fontaneda Ibáñez (Aguilar de Campoo, Palencia, 24 de octubre de 1889-Aguilar de Campoo, 5 de noviembre de 1976) fue un empresario, industrial y filántropo español. Destacó por su iniciativa emprendedora, que lo llevó a convertir la pequeña confitería de su padre en la mayor empresa galletera de España, la epónima Galletas Fontaneda.
Fue también consejero de Hidro Nitro Española, S.A.

## Biografía

### Primeros años
Rafael Fontaneda nació el 24 de octubre de 1889 en Aguilar de Campoo, un pueblo en el norte de Palencia que gozó de gran importancia durante la Edad Media. Su padre era Eugenio Fontaneda Millán, un hombre modesto nacido en Fuencaliente de Lucio que había aprendido el oficio de confitero en Reinosa, que por entonces experimentaba una transformación industrial. Su madre, Juliana Ibáñez García, venía del pueblo palentino de Prádanos de Ojeda. Al hallarse su padre en Aguilar por trabajo (había construido un pequeño molino de chocolate en 1881) nació Rafael en esta villa. Comenzó su padre fabricando bizcochos y chocolates de forma artesanal, aunque no fue hasta 1912 que empezaría a fabricar galletas. Hacia 1920 adquirió una nave en el lugar donde se asentaría su histórica fábrica, donde comenzó a producir de forma industrial, la popular "galleta María", adquiriendo nueva tecnología en Suiza y Alemania.

### Carrera empresarial
Tras morir su padre en agosto de 1921, asume Rafael la responsabilidad de la empresa. La intención inicial del padre de Rafael era producir las llamadas "galletas finas", destinadas a las clases más pudientes, pero ese mercado se hallaba dominado por Artiach, fundada en 1907 en Bilbao. Rafael Fontaneda entendió que las galletas maría ofrecían un potencial de crecimiento mucho mayor; eran baratas de producir, sus ingredientes eran abundantes en Castilla y el mercado era mucho mayor para las clases populares. 
En los años 20, la empresa arrastraba un crecimiento llevado a cabo, entre otras razones, por la falta de alimentos durante la Primera Guerra Mundial, que había incrementado la demanda por un producto barato como eran las galletas maría. Pudo por esto Rafael Fontaneda trasladar su fábrica a donde estuvo hasta su demolición en 2014, instalando además un horno eléctrico, algo muy novedoso en la época. En 1936, su fábrica contaba con 5 hornos.
Durante la década de los 40, Fontaneda lideró a la compañía por tiempos difíciles, aprovechándose de la ventaja que arrojaba la producción de galletas de trigo, cereal barato y abundante por aquel entonces. En este sentido, tuvo más facilidades que sus competidores, que requerían ingredientes más sofisticados y costosos como el chocolate o la nata.
En 1950, la humilde empresa de galletas que había heredado Rafael Fontaneda de su padre ya era la más grande del país, y durante gran parte de la dictadura, una de las compañías más rentables de España. Se llegó a decir popularmente que "con los Fontaneda desayunaba España", en referencia a estar presentes en la inmensa mayoría de los hogares. En 1958, un incendio destruye la fábrica en Aguilar de Campoo, que es reconstruida en el mismo lugar con relativa agilidad.

### Últimos años
Rafael Fontaneda murió a los 87 años, el 24 de octubre de 1976 en Aguilar de Campoo, su villa natal. Pocos años más tarde, Fontaneda entró en quiebra pero fue salvada durante un tiempo por la tercera generación de la familia. La empresa acabaría registrando pérdidas de hasta 20 millones de euros y siendo vendida por la familia a la multinacional Nabisco por más de 4 mil millones de pesetas, en 1996.

### Legado

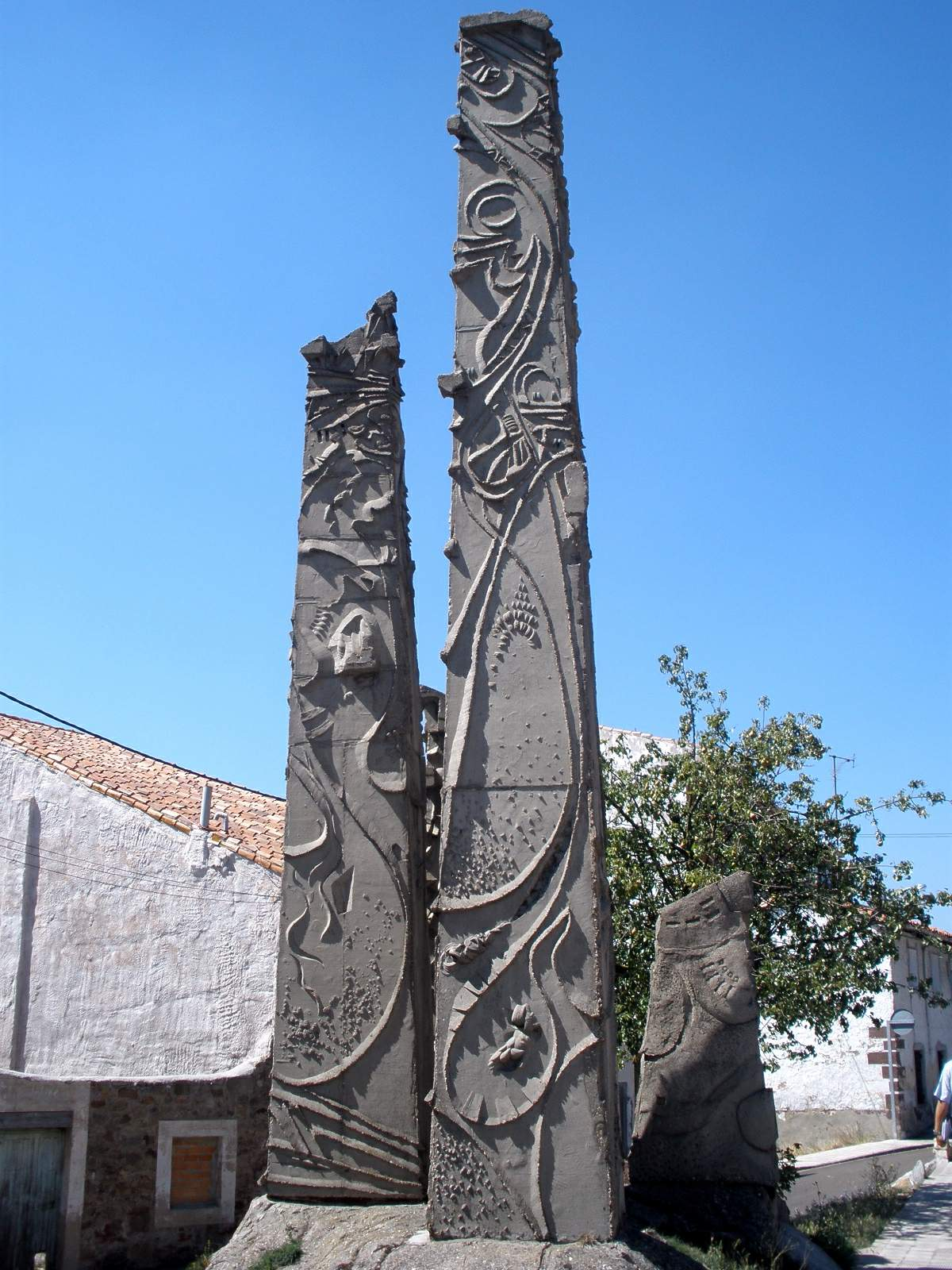
Monumento a Rafael Fontaneda en Aguilar de Campoo

El 30 de mayo de 1987, el ayuntamiento de Aguilar de Campoo erigió una escultura en su honor, obra de Tomás López Nozal. En ella se lee la inscripción:

A la memoria de D. Rafael Fontaneda y cuantos con él colaboraron en el engrandecimiento de esta villa.

Estuvo casado con Manuela Pérez de Pomar, nacida en San Fernando y originaria del pequeño pueblo de Ruiloba, con la que tuvo ocho hijos (Rafael, Manuel, María José, Eugenio, José Luis, Ángel, Carlos y María del Carmen). A pesar de la venta de la empresa familiar por parte de sus hijos, varios de ellos sobresalieron notablemente en la sociedad española. Estuvieron implicados en el desarrollo del pueblo, siendo Eugenio (Nito) el más notable en este aspecto, que desde 1967 ocupó la presidencia del Centro de Iniciativas y Turismo de Aguilar de Campoo. Como filántropo también estableció la Fundación Eugenio Fontaneda, dedicada al atesoramiento y divulgación del patrimonio histórico de la provincia de Palencia. Fue un importante historiador y mecenas, propietario y restaurador del Castillo de Ampudia. José Luis (Pepín) y Ángel (Uco) fueron reconocidos cazadores, siendo el primero campeón de España de tiro de pichón en 1965 y rival incondicional del xxi conde de Teba. De la cuarta generación destacan sus nietos Tomás Piqueras Fontaneda, economista de la escuela austríaca con múltiples publicaciones y apariciones radiotelevisivas a nivel internacional y Carlos Moreno Fontaneda, notable restaurador que explota la herencia familiar como temática de sus cinco restaurantes en Madrid.

## Distinciones
Distinciones honoríficas españolas
- Gran Cruz del Mérito en el Trabajo (1970)[29]
- Hijo Predilecto de la villa de Aguilar de Campoo (1970)[30]
- Placa al Mérito Cameral (Cámara Oficial de Comercio de Palencia) (1970)